# Claudia Amengual
Claudia Amengual, född 7 januari 1969 i Montevideo, Uruguay, är en uruguaysk författare, lärare och översättare.

## Priser och utmärkelser
- Sor Juana Inés de la Cruz pris 2006